# Bhadrabas
Bhadrabas (nep. भद्रवास) – gaun wikas samiti w środkowej części Nepalu w strefie Bagmati w dystrykcie Katmandu. Według nepalskiego spisu powszechnego z 2001 roku liczył on 412 gospodarstw domowych i 2139 mieszkańców (1070 kobiet i 1069 mężczyzn).